# David Bonvehí i Torras
David Bonvehí i Torras (Camps, Fonollosa, 1979) és un advocat i polític, diputat al Parlament de Catalunya en la IX, X i XI legislatura. Des del 22 de juliol de 2018 fins a l'octubre de 2023 fou president del Partit Demòcrata Europeu Català. Des de setembre de 2024 és director general de Cooperatives i Economia Social a la conselleria d'Empresa del govern de Salvador Illa.

## Biografia
Llicenciat en dret, ha treballat com a advocat. Militant de Convergència Democràtica de Catalunya, fou escollit alcalde de Fonollosa a les eleccions municipals espanyoles de 2003. El 2007 va patir un accident de trànsit que el va deixar en cadira de rodes. No aconseguí la reelecció com a alcalde el 2007 i el 2008 fou nomenat president de CDC al Bages.
Fou elegit diputat a Barcelona per Convergència i Unió a les eleccions al Parlament de Catalunya de 2010 i de 2012, i dins de la coalició de Junts pel Sí a les del 2015. Ha estat portaveu del seu grup parlamentari en la Comissió d'Afers Institucionals del Parlament de Catalunya, i el primer parlamentari en cadira de rodes.
Després de la refundació de Convergència en el Partit Demòcrata, va formar una llista conjunta amb Marta Pascal al capdavant per tal de liderar la formació. El tàndem va aconseguir més del 70% del vots dels associats i el juliol de 2016 va ser nomenat Coordinador Organitzatiu del partit.
L'abril del 2017 va ser el protagonista d'una polèmica als mitjans quan es va filtrar una conversa privada seva on plantejava la idea del Partit Demòcrata de cercar un candidat amb un perfil autonomista si el procés independentista feia fallida.
El 28 d'octubre de 2023 va anunciar, en un congrés extraordinari del partit, la dissolució del Partit Demòcrata Europeu Català.
La primavera de 2024 es va presentar amb el PNB (en un lloc testimonial) a les eleccions al Parlament Europeu de 2024. El setembre del 2024 fou nomenat director general de cooperatives i economia social al Departament d'Empresa, liderat per Miquel Sàmper, dins el govern de Salvador Illa.